# Världsmästerskapen i kortbanesimning 2004
Världsmästerskapen i kortbanesimning 2004 hölls i Indianapolis, USA från och med den 7 till den 11 oktober 2004.

## Resultat

### Frisim
| M/K     | Gren    | Guld                                                           | Tid      | Silver                                                                           | Brons                                                                |
| ------- | ------- | -------------------------------------------------------------- | -------- | -------------------------------------------------------------------------------- | -------------------------------------------------------------------- |
| Män     | 50 m    | Mark Foster                                                    | 21.58    | Stefan Nystrand                                                                  | Nick Brunelli                                                        |
| Män     | 100 m   | Jason Lezak                                                    | 47.97    | Salim Iles                                                                       | Rick Say                                                             |
| Män     | 200 m   | Michael Phelps                                                 | 1:43.59  | Rick Say                                                                         | Ryan Lochte                                                          |
| Män     | 400 m   | Yuri Prilukov                                                  | 3:40.79  | Chad Carvin                                                                      | Justin Mortimer                                                      |
| Män     | 1500 m  | Yuri Prilukov                                                  | 14:39.16 | Simone Ercoli                                                                    | Dragos Coman                                                         |
| Män     | 4x100 m | USA Nick Brunelli Neil Walker Nate Dusing Jason Lezak          | 3:09.96  | Brasilien César Cielo Thiago Pereira Christiano Santos Nicholas Santos           | Kanada Mike Mintenko Mattew Rose Adam Sioui Rick Say                 |
| Män     | 4x200 m | USA Ryan Lochte Chad Carvin Daniel Ketchum Justin Mortimer     | 7:03.71  | Australien Nicholas Sprenger Andrew Mewing Brendan Huges Joshua Krogh            | Brasilien Rodrigo Castro Thiago Pereira Rafael Mosca Lucas Salatta   |
| Kvinnor | 50 m    | Marleen Veldhuis                                               | 24.41    | Libby Lenton                                                                     | Therese Alshammar                                                    |
| Kvinnor | 100 m   | Libby Lenton                                                   | 52.67    | Josefin Lillhage                                                                 | Marleen Veldhuis                                                     |
| Kvinnor | 200 m   | Josefin Lillhage                                               | 1:56.35  | Lindsay Benko                                                                    | Dana Vollmer                                                         |
| Kvinnor | 400 m   | Kaitlin Sandeno                                                | 4:02.01  | Sara McLarty                                                                     | Sachiko Yamada                                                       |
| Kvinnor | 800 m   | Sachiko Yamada                                                 | 8:18.21  | Kate Ziegler                                                                     | Melissa Gorman                                                       |
| Kvinnor | 4x100 m | USA Amanda Weir Kara Lyn Joyce Lindsay Benko Jenny Thompson    | 3:35.07  | Sverige Josefin Lillhage Anna-Karin Kammerling Johanna Sjöberg Therese Alshammar | Australien Libby Lenton Louise Tomlinson Danni Miatke Shayne Reese   |
| Kvinnor | 4x200 m | USA Dana Vollmer Rachel Komisarz Lindsay Benko Kaitlin Sandeno | 7:47.72  | Australien Libby Lenton Danni Miatke Louise Tomlinson Shayne Reese               | Sverige Ida Mattsson Johanna Sjöberg Josefin Lillhage Petra Granlund |

### Ryggsim
| M/K    | Gren  | Guld             | Tid        | Silver         | Brons             |
| ------ | ----- | ---------------- | ---------- | -------------- | ----------------- |
| Män    | 50 m  | Thomas Rupprath  | 23.51      | Mattew Welsh   | Peter Marshall    |
| Män    | 100 m | Aaron Peirsol    | 50.72 CR   | Mattew Welsh   | Thomas Rupprath   |
| Män    | 200 m | Aaron Peirsol    | 1:50.52 WR | Mattew Welsh   | Arkady Vyatchanin |
| Kvinna | 50 m  | Haley Cope       | 27.49      | Gao Chang      | Sophie Edington   |
| Kvinna | 100 m | Haley Cope       | 59.03      | Gao Chang      | Sophie Edington   |
| Kvinna | 200 m | Margaret Hoelzer | 2:05.84    | Tayliah Zimmer | Melissa Ingram    |

### Bröstsim
| M/K     | Gren  | Guld           | Tid        | Silver          | Brons              |
| ------- | ----- | -------------- | ---------- | --------------- | ------------------ |
| Män     | 50 m  | Brendan Hansen | 26.86      | Brenton Rickard | Stefan Nystrand    |
| Män     | 100 m | Brendan Hansen | 58.45      | Brenton Rickard | Vladislav Polyakov |
| Män     | 200 m | Brendan Hansen | 2:04.98 CR | Brenton Rickard | Vladislav Polyakov |
| Kvinnor | 50 m  | Brooke Hanson  | 30.20      | Jade Edmistone  | Tara Kirk          |
| Kvinnor | 100 m | Brooke Hanson  | 1:05.36 CR | Jade Edmistone  | Tara Kirk          |
| Kvinnor | 200 m | Brooke Hanson  | 2:21.68    | Amanda Beard    | Sarah Katsoulis    |

### Fjärilsim
| M/K     | Gren  | Guld              | Tid      | Silver                | Brons          |
| ------- | ----- | ----------------- | -------- | --------------------- | -------------- |
| Män     | 50 m  | Ian Crocker       | 22.71 WR | Mark Foster           | Duje Draganja  |
| Män     | 100 m | Ian Crocker       | 50.18 CR | James Hickman         | Peter Mankoc   |
| Män     | 200 m | James Hickman     | 1:53.41  | Ioan Gherghel         | Wu Peng        |
| Kvinnor | 50 m  | Jenny Thompson    | 25.89    | Anna-Karin Kammerling | Libby Lenton   |
| Kvinnor | 100 m | Martina Moravcova | 57.38    | Rachel Komisarz       | Jenny Thompson |
| Kvinnor | 200 m | Kaitlin Sandeno   | 2:06.95  | Mary Descenza         | Audrey Lacroix |

## Medley

### Individuellt
| M/K     | Gren  | Guld             | Tid      | Silver          | Brons             |
| ------- | ----- | ---------------- | -------- | --------------- | ----------------- |
| Män     | 100 m | Peter Mankoc     | 52.66 CR | Thomas Rupprath | Thiago Pereira    |
| Män     | 200 m | Thiago Pereira   | 1:55.78  | Ryan Lochte     | Oussama Mellouli  |
| Män     | 400 m | Oussama Mellouli | 4:07.02  | Robin Francis   | Eric Shanteau     |
| Kvinnor | 100 m | Brooke Hanson    | 1:00.01  | Shayne Reese    | Martina Moravcova |
| Kvinnor | 200 m | Brooke Hanson    | 2:09.81  | Lara Carroll    | Katie Hoff        |
| Kvinnor | 400 m | Kaitlin Sandeno  | 4:30.12  | Katie Hoff      | Lara Carroll      |

### Lagkapper
| M/K     | Gren    | Guld                                                                    | Tid        | Silver                                                                 | Brons                                                                      |
| ------- | ------- | ----------------------------------------------------------------------- | ---------- | ---------------------------------------------------------------------- | -------------------------------------------------------------------------- |
| Män     | 4x100 m | USA Aaron Peirsol Brendan Hansen Ian Crocker Jason Lezak                | 3:25.09 WR | Australien Matthew Welsh Brenton Rickard Andrew Richards Andrew Mewing | Ryssland Arkady Vyatchanin Andrey Ivanov Nikolay Skvortsov Andrey Kapralov |
| Kvinnor | 4x100 m | Australien Sophie Edington Brooke Hanson Jessicah Schipper Libby Lenton | 3:54.95 WR | USA Haley Cope Tara Kirk Jenny Thompson Kara Lynn Joyce                | Sverige Therese Svendsen Sara Larsson Johanna Sjöberg Josefin Lillhage     |